# Papa Paolo I
Paolo I (Roma, 700 – Roma, 28 giugno 767) è stato il 93º papa della Chiesa cattolica dal 757 fino alla sua morte; è venerato come santo dalla Chiesa cattolica, che ne celebra la memoria il 28 giugno.

## Biografia
Figlio, come il fratello papa Stefano II, di Costantino, morto giovine, la sua prima apparizione pubblica fu in qualità di diacono a Roma, spesso incaricato da suo fratello e predecessore sul Soglio pontificio, papa Stefano II, nei negoziati diplomatici con i re longobardi e a Costantinopoli.

### L'elezione al Soglio
Alla morte di Stefano, il 26 aprile 757, Paolo venne scelto come suo successore da coloro i quali desideravano una continuazione delle politiche del papa precedente, ma contemporaneamente il partito filo-bizantino, ancora evidentemente presente a Roma, tentò di far eleggere l'arcidiacono Teofilatto. La lotta durò poco, e Paolo fu consacrato il 29 maggio.

### L'azione politico-diplomatica
Il primo atto ufficiale del nuovo papa fu la comunicazione della propria elezione al re franco Pipino il Breve (anziché all'imperatore Costantino V come sarebbe stata prassi corretta), a ribadire la sua decisione di affidarsi alla protezione del re dei Franchi. Pipino, che evidentemente era venuto a conoscenza delle tensioni e delle opposizioni al papa, nella risposta di felicitazioni si preoccupò di esortare il popolo e la nobiltà romana alla fedeltà a San Pietro; fu sufficiente perché i Romani confermassero il riconoscimento del papa come loro signore e il re franco come loro protettore.
L'alleanza con i Franchi doveva essere mantenuta, soprattutto perché l'atteggiamento del re longobardo Desiderio metteva in serio pericolo l'autonomia del giovane Stato della Chiesa. Costui infatti, lungi dal consegnare le città che pure, appena eletto, aveva donato a papa Stefano II, manteneva ancora il controllo di Imola, Osimo, Bologna e Ancona, e anzi aveva intrapreso una campagna militare che gli aveva consentito, nel 758, di riconquistare i ducati di Spoleto e Benevento (che si erano ribellati forse proprio per istigazione di Paolo, al fine di trovare altre motivazioni per invocare l'intervento di Pipino il Breve). Nonostante la situazione tesa, Paolo invitò comunque Desiderio a Roma (763), nel tentativo di mantenere i buoni rapporti e nella speranza di ottenere le città promesse; su questo punto il re rimase vago, e anzi pregò il papa di intercedere presso il re franco per la restituzione degli ostaggi che il precedente re longobardo Astolfo era stato costretto a consegnare dopo la sconfitta subita. Paolo non indugiò e scrisse immediatamente in tal senso al re franco, inviandogli però contemporaneamente anche una lettera segreta in cui lo invitava ad intervenire in Italia contro i Longobardi e lo sollecitava a non riconsegnare gli ostaggi. Pipino reputò comunque più opportuno mantenere buone relazioni con i Longobardi, quindi stabilì che i ducati di Spoleto e di Benevento dovessero rimanere fuori dell'influenza della Santa Sede. Solo successivamente, il re franco diede al papa il suo appoggio e agì come arbitro tra le rivendicazioni di Roma e le pretese dei Longobardi: nel 765 infatti i privilegi papali vennero ripristinati nella Tuscia, nel territorio beneventano e in parte anche a Spoleto.

### La controversia iconoclasta
Da parte sua l'imperatore bizantino non aveva perso le speranze di riacquistare i territori d'Italia che gli erano stati tolti dai Longobardi e in parte passati alla Chiesa. Nel 762 ambasciatori del papa e del re dei Franchi furono ricevuti a Costantinopoli. Ma nonostante i sospetti di Paolo che Costantino V volesse rovesciare l'alleanza tra Roma e Pipino per volgere l'influenza dei Franchi in favore dei Longobardi, l'imperatore preferì rimanere in attesa degli eventi. Il basileus non mancò tuttavia di provocare Roma dal punto di vista dottrinale: nel concilio indetto a Hierìa (città sulla sponda asiatica del Bosforo, di fronte a Costantinopoli) nel 754 ribadì la condanna del culto delle immagini, sebbene il pontefice avesse inviato dei messaggeri per chiedere di desistere dalla persecuzione degli "iconoduli". Costantino mandò poi emissari a Pipino nel tentativo di convincerlo a condividere quelle decisioni (e tentando dunque, come il papa temeva, di concludere un'alleanza, se non politica, almeno sul piano religioso), ma il re non si lasciò convincere; anzi, rinnovò a Paolo l'assicurazione della sua ortodossia e, in un concilio indetto a sua volta nel 767 a Gentilly, si espresse contro l'iconoclastia.

### La Roma di Paolo I
Paolo si adoperò quindi nel sostegno dei perseguitati dalla Chiesa greca, accogliendone molti a Roma; mise inoltre a disposizione dei monaci greci esiliati da Costantino V il monastero dei Santi Stefano e Silvestro. Di un certo rilievo l'attività edilizia religiosa con l'edificazione, tra l'altro, della Chiesa di San Silvestro in Capite e dell'annesso convento. Nonostante le opere caritatevoli a lui attribuite dal Liber Pontificalis, il suo governo non fu particolarmente amato dal popolo e soprattutto dalla nobiltà e dal clero romano, che infatti non aspettarono altro che la sua morte per riprendere in mano il controllo dell'Urbe.
Paolo morì a Roma il 28 giugno 767, e fu sepolto nell'oratorio della Beata Vergine, da lui edificato in Vaticano.

## Culto
Papa Paolo I è venerato come santo dalla Chiesa cattolica, che ne celebra la memoria liturgica il 28 giugno.
Così il Martirologio romano lo ricorda:
«28 giugno - A Roma, san Paolo I, papa, che, uomo mite e misericordioso, si aggirava di notte in silenzio per le celle dei poveri infermi, servendo loro degli alimenti; difensore della retta fede, scrisse agli imperatori Costantino e Leone, perché le sacre immagini fossero restituite alla primitiva venerazione; devoto cultore dei santi, trasferì tra inni e cantici i corpi dei martiri dai cimiteri in rovina in basiliche e monasteri all'interno della Città e ne curò il culto.»